# 村田美紀
村田 美紀（むらた みき、1984年7月11日 - ）は、日本のフリーアナウンサー、気象予報士。ジョイスタッフ所属。

## 来歴
東京都出身。学習院大学経済学部卒業。
2010年4月から2012年3月までNHK仙台放送局の契約キャスターを務めていた。
2012年4月には、北海道テレビ (HTB) に入社。同期に元同局アナウンサーの岸田彩加がいる。
2013年9月末をもって北海道テレビを退社。その後、テレビ山梨 (UTY) に入社する。同局には2014年から2016年まで在籍していた。
テレビ山梨を退社後、2016年春にジョイスタッフ所属のフリーアナウンサーとなる。また、同事務所所属中の2017年10月に気象予報士の資格を取得。2018年からウェザーマップと業務提携し、TBS NEWSの番組で気象情報を担当している。
関西アナウンススクールの卒業生である。

## 担当番組
特記のないデータは、ジョイスタッフ、ウェザーマップ それぞれの公式プロフィールからの参考。

### NHK仙台放送局
- お元気ですか日本列島（NHK） - 東北キャスター
- てれまさむね - メインキャスター
- 東北ライフライン情報 - キャスター、リポーター

### 北海道テレビ
- APPLE PARADE（FMアップル） - HTBからの出張パーソナリティ（2012年4月 - ）[6]
- らぢおHTB（AIR-G'） - HTBからの出張パーソナリティ（2012年4月 - ）[7]
- イチオシ!モーニング - ニュース担当
- 夏の高校野球 南北海道大会中継 - ベンチリポーター
- ビジネスウィークリー - ナレーター
- イチオシ! - ナレーター[8]
- ANN NEWS&SPORTS ローカルパート - スポーツニュース担当

### テレビ山梨
- ウッティタウン6丁目 - MC
- カラオケ大賞 - リポーター
- はなきんマーケット - リポーター

### ジョイスタッフ所属後
- デイリーニュース（J:COM 市川） - キャスター
- WORLD MARKETZ（ストックボイスTV、TOKYO MX） - アシスタント
- TRADEXマーケット・アングル（ストックボイスTV、TOKYO MX） - キャスター
- 東京マーケットワイド（ストックボイスTV、TOKYO MX） - キャスター
- OH! HAPPY MORNING（JFNC）
- Yahoo!天気・災害 配信動画（ウェザーマップ、Yahoo! JAPAN）
- TBSニュースバード（TBS NEWS） - 気象予報士として出演
- ニュース＆天気（TBS NEWS）
- たっぷり天気（TBS NEWS）
- Nスタ（TBSテレビ、2020年および2021年1月2日） - 気象予報士として出演